# Ilha Baltra
A ilha Baltra, conhecida também pelo nome de Seymour Sur, é uma ilha do arquipélago das Galápagos, no Equador. É desabitada, tem 27 km2 e fica a norte da ilha de Santa Cruz, estando separada desta pelo canal de Itabaca, de menos de 200 metros de largura.
Apesar de desabitada, Baltra é o local do principal aeroporto do arquipélago, o Aeroporto Seymour. Foi construído durante a Segunda Guerra Mundial pela Marinha dos Estados Unidos para "patrulhar" a área central do Pacífico Oriental e aproximar-se das rotas para o Canal do Panamá. Nesta ilha, as iguanas terrestres foram reintroduzidas após a retirada da população desta espécie por razões de segurança de voo durante a estada militar dos EUA; as instalações foram entregues ao governo do Equador, no final das hostilidades entre os Estados Unidos e o Império do Japão. Vários grupos de ruínas das antigas instalações da base americana podem ser observados durante a descolagem (ou aterragem). O aeroporto civil usa a pista norte-sul, enquanto a pista leste-oeste está fora de uso. Durante o período de operações de voo existem serviços de transporte para o cais no Canal de Itabaca e o cais na Baía a sudoeste da ilha.
Há dezenas de pontos para surf, mergulho ou snorkeling e também mergulho SCUBA com a autorização prévia da Marinha do Equador. Há um segundo aeroporto fora de serviço que remonta à Segunda Guerra Mundial.